# Воробчуков, Сергей Анатольевич
Сергей Анатольевич Воробчуков (род. 22 января 1964, Астыровка, Омская область) — российский политический деятель, депутат Государственной думы четвёртого созыва

## Биография
Окончил машиностроительный факультет Омского политехнического института в 1986 г.

### Депутат госдумы
7 декабря 2003 г. был избран в Государственную Думу РФ четвёртого созыва от Большереченского избирательного округа Nо 128, набрав 74,91 % голосов избирателей.